# حمود النوفل
حمود النوفل هو لاعب كرة قدم سعودي في نادي جبة.

## مسيرة اللاعب
مثل سابقاً نادي اللواء ونادي الجبلين ونادي جبة.